# NGC 1863
NGC 1863 ist ein offener Sternhaufen der Großen Magellanschen Wolke im Sternbild Schwertfisch am Südsternhimmel. Das Objekt wurde am 5. September 1826 vom britischen Astronomen James Dunlop entdeckt.